# Präsidentschaftswahl in Kolumbien 2002
Die Präsidentschaftswahl in Kolumbien 2002 fand am 28. Mai statt. Der unabhängige Kandidat Álvaro Uribe Vélez wurde gewählt.

## Situation vor den Wahlen
Die Amtszeit des konservativen Präsidenten Andrés Pastrana Arango (1998-2002) war durch den internen bewaffneten Konflikt und die Friedensverhandlungen der Regierung mit der größten Guerillagruppe des Landes, der FARC geprägt. Im Rahmen dieser Verhandlungen hatte Pastrana der FARC eine „demobilisierte Zone“ von der Größe der Schweiz zugesichert, die offiziell als neutrales Verhandlungsterritorium galt, allerdings sehr schnell zum Rückzugsgebiet der Guerillatruppen wurde, die aus der Zone heraus ihre Angriffe auf die Regierungstruppen verstärkten. 2001 zeichnete sich das Scheitern der Verhandlungen bereits ab, und am 21. Februar 2002 brach die Regierung die Gespräche mit der FARC ab.
Politologen und Journalisten zufolge änderte sich durch diese gescheiterten Verhandlungen und die neue Welle der Gewalt die öffentliche Meinung; der Ruf nach einem harten Vorgehen gegen die Guerillabewegung wurde laut.

## Kandidaten

### Liberale Partei
Für die Liberale Partei Kolumbiens trat wie bereits bei der Wahl 1998 der Ex-Minister Horacio Serpa Uribe an, der im Vorfeld der Wahlen als großer Favorit galt. Bei den parteiinternen Vorwahlen 2001 sollte er eigentlich gegen die Ex-Ministerin Cecilia López Montaño, den ehemaligen Senator Julio César Turbay Quintero, Sohn des ehemaligen Präsidenten Julio César Turbay Ayala, und den ehemaligen Gouverneur von Antioquia, Álvaro Uribe Vélez antreten. Dieser trat allerdings aufgrund ideologischer Differenzen aus der Liberalen Partei aus und stellte sich als unabhängiger Kandidat zur Wahl. Wenige Wochen später gaben Turbay und Montaño ihren Verzicht auf die Kandidatur bekannt, so dass Serpa ohne Vorwahlen zum offiziellen Kandidaten der Liberalen Partei erklärt wurde. Teile der Liberalen Partei unterstützten trotz dessen Parteiaustritt Uribe.

### Konservative Partei
Da die Wiederwahl des amtierenden Präsidenten Andrés Pastrana Arango von der Verfassung verboten war, musste die konservative Partei einen neuen mehrheitsfähigen Kandidaten suchen. Zunächst sollte die Ex-Ministerin Noemí Sanín zur Wahl antreten, die 1998 aus der Konservativen Partei ausgetreten war, ablehnte und als unabhängige Kandidatin ihrer Bewegung Sí Colombia (spanisch: Ja, Kolumbien) antrat. Der Ex-Minister Humberto de La Calle, Mitglied der Liberalen Partei, lehnte eine Kandidatur für die Konservativen ab, worauf der ehemalige Minister für wirtschaftliche Entwicklung, Augusto Ramírez Ocampo offizieller Kandidat der Konservativen Partei wurde.
Ramírez Ocampo war allerdings weder in seiner Partei noch in der Bevölkerung besonders beliebt. Nachdem Umfragen ergaben, dass weniger als 1 % der Bevölkerung für ihn stimmen würden, zog er seine Kandidatur zurück. Parteichef Carlos Holguín Sardi rief daraufhin zu Bewerbungen für neue parteiinterne Vorwahlen auf, bei denen sich letztendlich der Ex-Minister Juan Camilo Restrepo mit großer Mehrheit gegen den Ex-Minister Marino Jaramillo und den vollkommen unbekannten Kandidaten Francisco Tovar durchsetzte.
Als der unabhängige Kandidat Uribe kurz vor der Wahl in allen Umfragen vorne lag, zog Restrepo seine Kandidatur zurück und die konservative Partei unterstützte Uribe, obwohl dieser die Regierung des amtierenden konservativen Präsidenten wiederholt harsch kritisiert hatte.

### Álvaro Uribe Vélez (unabhängig)
Der ehemalige Gouverneur Antioquias trat mit einem hauptsächlich sicherheitspolitisch ausgerichteten Programm zur Wahl an, in dem er ein hartes Vorgehen gegen die Guerillabewegung versprach. Weitere Wahlversprechen waren die Kürzung der öffentlichen Ausgaben und die Ankündigung eines Referendums zu zentralen politischen und wirtschaftlichen Fragen. Seine Kandidatur wurde ab Anfang 2002 offiziell von der Konservativen Partei unterstützt; außerdem unterstützten ihn Teile der Liberalen Partei.
Zunächst lag Uribe in den Umfragen hinter dem liberalen Kandidaten Serpa und der unabhängigen Kandidatin Sanín an dritter Stelle. Als sich jedoch Ende 2001 das Scheitern der Friedensverhandlungen mit den FARC abzeichnete, wurde er immer beliebter. Kurz nach Ende der Verhandlungen lag Uribe bereits neun Prozentpunkte vor Serpa.
Von verschiedenen Seiten, darunter auch von seinem Konkurrenten Serpa, wurde Uribe vorgeworfen, in seiner Gouverneurszeit Kontakte zu den paramilitärischen Gruppierungen in Antioquia aufgenommen zu haben. Diese Vorwürfe wurden dadurch verstärkt, dass einige Paramilitärs ihre Unterstützung für Uribe aussprachen. Außerdem wurden ihm Beziehungen zu Mitgliedern des Medellín-Kartells vorgeworfen. Es konnte allerdings keiner dieser Vorwürfe belegt werden.
Uribes Kandidat für das Amt des Vizepräsidenten, der in Kolumbien ebenfalls bei der Präsidentschaftswahl gewählt wird, war Francisco Santos Calderón, der nach seiner Entführung durch Pablo Escobar die Anti-Entführungs-NGO Fundación País Libre (spanisch: Stiftung freies Land) gegründet hatte. Santos Familie ist landesweit als Besitzerin der größten kolumbianischen Tageszeitung El Tiempo und als traditionelle Unterstützerin der liberalen Partei bekannt.

### Noemí Sanín (unabhängig)
Die Ex-Ministerin, die bereits 1998 als Unabhängige kandidiert hatte und dazu aus der Konservativen Partei ausgetreten war, lag in den Umfragen lange an zweiter Stelle nach Horacio Serpa und vor Álvaro Uribe, erreichte bei den Wahlen allerdings nur gut 5 %.

### Linkspartei
Für die neu gegründete Linkspartei Polo Democrático Independiente (spanisch: Unabhängiger demokratischer Pol) trat der frühere Gewerkschaftsführer und ehemalige Bürgermeister Bogotás, Luis Eduardo Garzón, an. Garzón war zwar in der Hauptstadt ein beliebter Politiker; es gelang ihm aber nicht, die unterschiedlichen Gruppen des politisch linken Flügels landesweit zu vereinen.

### Grüne
Für die noch junge grüne Partei Oxígeno Verde (spanisch: Grüner Sauerstoff) trat deren Gründerin Íngrid Betancourt an. Die ehemalige Senatorin französischer Abstammung erreichte in den Umfragen nur sehr geringe Werte, machte aber durch ihren gegen das traditionelle Parteiensystem gerichteten Wahlkampf auf sich aufmerksam.
Auf dem Weg zu einer Wahlkampfveranstaltung in San Vicente del Caguán, Caquetá, wo die Friedensverhandlungen mit der Guerillagruppe FARC stattfanden, wurde Betancourt am 23. Februar 2002 von den FARC entführt. Sie befand sich bis zum 2. Juli 2008 in den Händen der größten Guerillagruppe des Landes.

### Sonstige
Der Ex-General Harold Bedoya Pizarro trat als unabhängiger Kandidat mit einem Programm an, in dem Sicherheitspolitik die größte Rolle spielte. Alle sonstigen Kandidaten erreichten zusammen bei der Wahl weniger als 0,5 % der Stimmen.

## Wahlergebnis
Bei der Wahl am 28. Mai 2002 wurde Álvaro Uribe mit 53 % der Stimmen als erster Präsident Kolumbiens bereits im ersten Wahlgang gewählt. Internationale Wahlbeobachter bezeichneten den Ablauf der Wahlen selbst als weitgehend fair, bemängelten aber die Bedrohungen, die im Vorfeld von Seiten der Guerillabewegung (FARC, ELN) und der Paramilitärs (AUC) ausgesprochen worden waren. Die Wahlbeteiligung war mit 47 % etwas niedriger als bei den vorherigen Präsidentschaftswahlen.
| Kandidaten                                      | Parteien                           | Stimmen    | %    |
| ----------------------------------------------- | ---------------------------------- | ---------- | ---- |
| Álvaro Uribe Vélez                              | Primero Colombia (PCC – PSUN – CR) | 5.862.655  | 53,0 |
| Horacio Serpa Uribe                             | Liberale Partei Kolumbiens         | 3.514.779  | 31,8 |
| Luis Eduardo Garzón                             | Polo Democrático Independiente     | 680.245    | 6,2  |
| Noemí Sanín                                     | Sí Colombia                        | 641.884    | 5,8  |
| Íngrid Betancourt                               | Partido Verde Oxígeno              | 53.922     | 0,5  |
| Harold Bedoya Pizarro                           | Movimiento Fuerza Colombia         | 50.763     | 0,5  |
| Francisco Tovar                                 | Movimiento Defensa Ciudadana       | 16.333     | 0,1  |
| Augusto Guillermo Lora                          | Movimiento 19 de Abril             | 10.987     | 0,1  |
| Álvaro Cristancho                               | Participación Comunitaria          | 9.627      | 0,1  |
| Guillermo Antonio Cardona                       | Movimiento Comunal y Comunitario   | 8.023      | 0,1  |
| Rodolfo Rincon                                  | Participación Comunitaria          | 6.311      | 0,1  |
| Votos en blanco                                 | Votos en blanco                    | 196.116    | 1,8  |
| Gesamt                                          | Gesamt                             | 11.051.645 | 100  |
|                                                 |                                    |            |      |
| Ungültige Stimmen                               | Ungültige Stimmen                  | 198.089    | 1,8  |
| Wähler                                          | Wähler                             | 11.249.734 | 46,5 |
| Wahlberechtigte                                 | Wahlberechtigte                    | 24.208.311 |      |
|                                                 |                                    |            |      |
| Quelle: Registraduría Nacional del Estado Civil |                                    |            |      |